# Manuel Acisclo Córdoba
Manuel Narciso Córdoba (Istmina, Chocó, 10 de febrero de 1960) es un exfutbolista colombiano. Jugaba como delantero.

## Plano personal
Su hijo es el futbolista Jhon Córdoba.
El apodo de "Triciclo" se lo colocó el periodista deportivo Iván Mejía Álvarez.

## Trayectoria
Jugó sus primeros años en la liga con el “Júnior de Istmina”, dueño de su pase, siendo aún un adolescente, para pasar luego a ser parte de la selección Chocó. Sus inicios como futbolista profesional en 1980 fueron en Unión Magdalena, primero como reserva y luego como titular ante el Cúcuta Deportivo. 
Después de marcar 12 goles y jugar 41 partidos oficiales, pasa a formar parte del Junior de Barranquilla en calidad de cedido para un octagonal donde jugó 11 partidos y marcó un gol. En el año 1983 forma parte del Atlético Nacional jugando 18 partidos y marcando un gol. En 1984 ficha por Millonarios, donde juega 3 años con 100 partidos y 20 goles. Es convocado por Selección de Colombia en el año 1985.  
Pasa a Santa Fe donde juega 296 partidos y marca 65 goles desde 1987 hasta 1993. Su récord le permite ser el décimo goleador histórico de Santa Fe y el sexto con más partidos jugados. En 1989 se consagró campeón de la Copa Colombia con el Santa Fe. Posteriormente tuvo un corto paso por el Atlético Huila,donde marcó 39 goles en año y medio. Después va al Independiente Medellín en 1995 donde jugó solo 10 partidos, para pasar al Cortuluá en 1996 jugando 21 partidos. Regresa a Santa Fe en 1997.
Actuó 607 partidos oficiales como puntero, sin contar partidos de Copa Libertadores que fueron cinco, ni los partidos con la Selección Colombia. Marcó 153 goles en toda su carrera, de los cuales 144 fueron en la Categoría Primera A, y 65 con Santa Fe.
Hoy dirige la escuela de fútbol Club Deportivo Manuel Acisclo Córdoba.

## Clubes

### Como jugador
- Con la selección colombiana disputó 15 partidos y anotó 3 goles.

| Club                   | País                | Año                 | Partidos | Goles |
| ---------------------- | ------------------- | ------------------- | -------- | ----- |
| Unión Magdalena        | Colombia            | 1980 - 1982         | 41       | 12    |
| Junior                 | Colombia            | 1983                | 11       | 1     |
| Atlético Nacional      | Colombia            | 1983                | 18       | 1     |
| Millonarios            | Colombia            | 1984 - 1986         | 100      | 20    |
| Santa Fe               | Colombia            | 1987 - 1993         | 296      | 65    |
| Atlético Huila         | Colombia            | 1994 - 1995         | 80       | 39    |
| Independiente Medellín | Colombia            | 1995                | 10       | 1     |
| Cortuluá               | Colombia            | 1996                | 21       | 2     |
| Santa Fe               | Colombia            | 1997                | 10       | 0     |
| Total en su carrera    | Total en su carrera | Total en su carrera | 602      | 144   |

### Como asistente
| Equipo      | País     | Año         | Asistente de     |
| ----------- | -------- | ----------- | ---------------- |
| Millonarios | Colombia | 1998 - 1999 | Jorge Luis Pinto |

## Palmarés

### Campeonatos nacionales
| Título        | Club                        | País     | Año  |
| ------------- | --------------------------- | -------- | ---- |
| Copa Colombia | Club Independiente Santa Fe | Colombia | 1989 |